# Кёль-Тёр
Кёль-Тёр (кирг. Көл-Төр) — село в Тонском районе Иссык-Кульской области Кыргызстана. Административный центр Кель-Терского аильного округа. Код СОАТЕ — 41702 220 806 02 0.

## Население
По данным переписи 2009 года, в селе проживало 935 человек.